# Maleficent: Mistress of Evil
Maleficent: Mistress of Evil er en amerikansk film fra 2019 og den blev instrueret af Joachim Rønning.

## Medvirkende
- Angelina Jolie som Maleficent
- Elle Fanning som Prinsesse Aurora
- Michelle Pfeiffer som Dronning Ingrith
- Chiwetel Ejiofor som Conall
- Sam Riley som Diaval
- Ed Skrein som Borra